# Активность воды
Акти́вность воды́ — это отношение давления паров воды над данным материалом к давлению паров над чистой водой при одной и той же температуре. Термин «активность воды» (англ. water activity — Aw) впервые был введен в 1952 году.
Активность воды характеризует состояние воды в пищевых продуктах и её причастность к химическим и биологическим изменениям (таким, как гидролитические химические реакции и рост микроорганизмов). Это один из критериев, по которым можно судить об устойчивости пищевого продукта при хранении. Было установлено, что для сохранности пищевых продуктов имеет значение, в какой мере вода ассоциирована с неводным компонентом. Таким образом, термин «активность воды» введен, чтобы учесть соотношение свободной и связанной влаги в пищевом продукте.
Формула для определения активности воды в пищевом продукте: Aw = Pw/P0 = РОВ/100,
где Pw — давление водяного пара в системе пищевого продукта;
P0 — давление пара чистой воды (при той же температуре);
РОВ (равновесная относительная влажность) — относительная влажность в состоянии равновесия (при которой продукт не впитывает влагу и не выделяет её в окружающую среду).
По величине активности воды пищевые продукты делят на:
- продукты с высокой влажностью, Aw = 1÷0,9
- продукты со средней влажностью, Aw = 0,9÷0,6
- продукты с низкой влажностью, Aw = 0,6÷0